# Biblioteca de la Universidad de Navarra
La Biblioteca de la Universidad de Navarra integra diversos servicios bibliotecarios que gestionan los recursos bibliográficos y documentales, destinados a los procesos de aprendizaje, docencia, investigación y formación continua desarrollados en la Universidad de Navarra.

## Historia

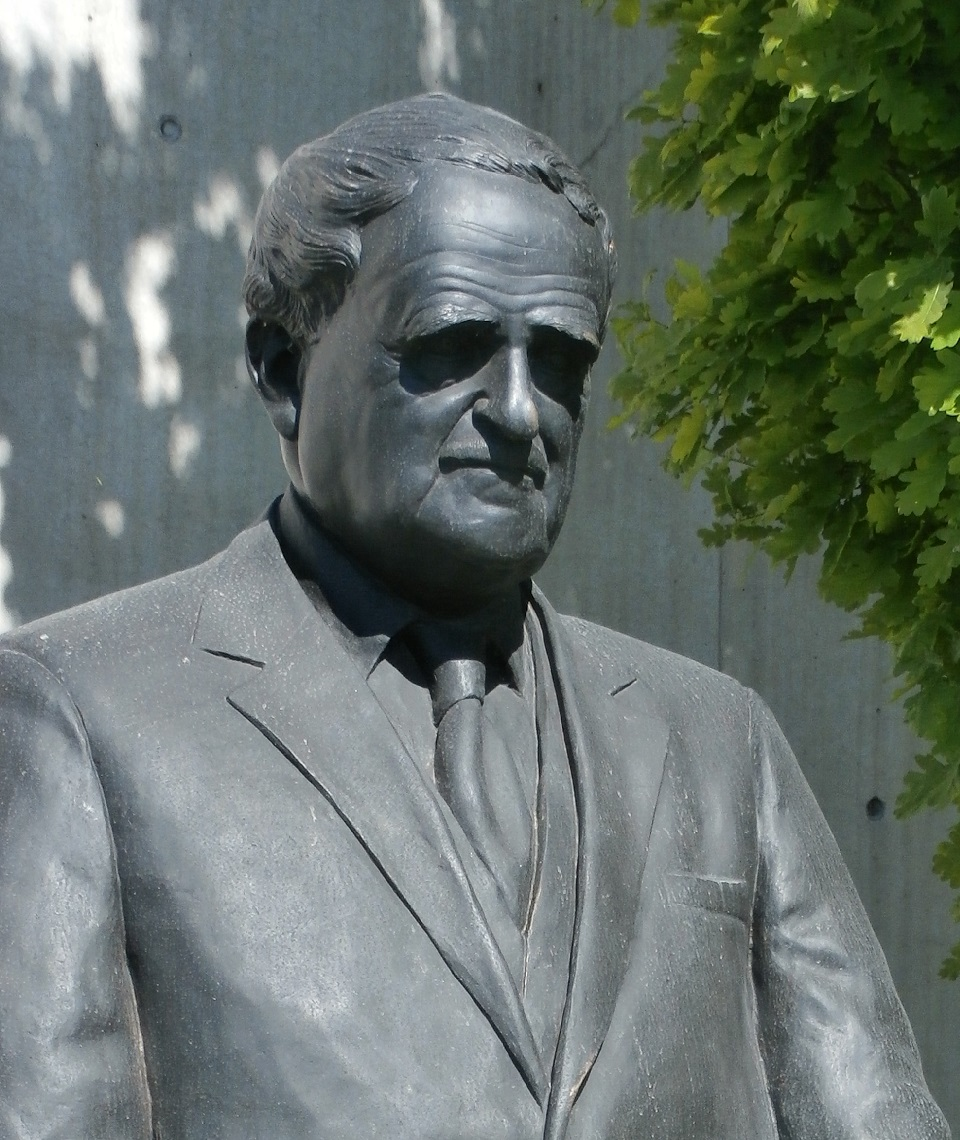
Álvaro d'Ors, primer bibliotecario general de la Biblioteca de la UN.

Tras la creación de la Universidad de Navarra en 1952, comenzaron a llegar diversos libros y revistas con los que se inició un incipiente fondo bibliográfico. Provisionalmente en 1961, la Biblioteca de la Universidad se encontraba en dos pisos situados en la calle San Antón y en la Plaza del Castillo de la capital navarra. Posteriormente se trasladó al Edificio Central (1964), a la Biblioteca antigua (1966), y finalmente al actual edificio.
Pero no fue hasta 1962, con el rector José María Albareda, cuando comenzó el Servicio de Bibliotecas con el fin de ordenar, catalogar y clasificar los fondos existentes en ese momento en la Universidad. El primer bibliotecario general de la biblioteca fue el jurista Álvaro d’Ors, quien diseñó y puso en marcha el modelo de biblioteca que sigue vigente en la actualidad.
Entre 1968 y 1978 la Universidad de Navarra dispuso de una Escuela de Bibliotecarias que fue, junto con la Escuela de Bibliografía de la Diputación de Barcelona, una escuela pionera en la formación de los profesionales de la Biblioteconomía en España.

## Bibliotecas
La Biblioteca de la Universidad de Navarra es actualmente un complejo que consta de varias bibliotecas especializadas, diseminadas en los campus de Pamplona y Madrid. Su objetivo es el de facilitar el acceso a la información científica contenida en las publicaciones y documentos de los fondos propios, o de otras bibliotecas por medio del préstamo interbibliotecario.

### Biblioteca Central

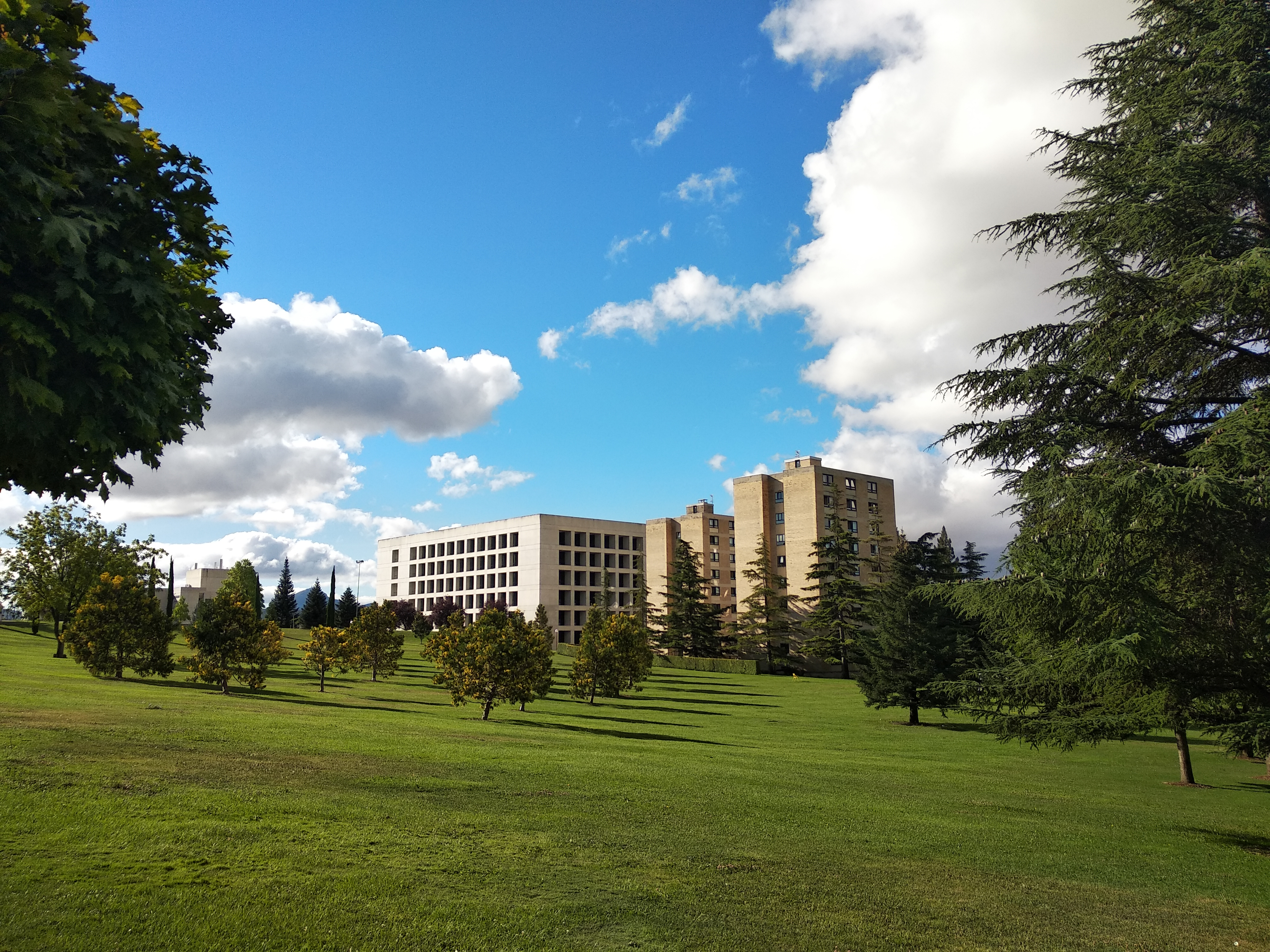
La Biblioteca Central junto a Torre 1 y Torre 2 (Colegio Mayor Belagua)

La Biblioteca Central de la Universidad de Navarra se encuentra situada en el edificio de la Nueva Biblioteca, en el campus de Pamplona. Dicho edificio está unido a la antigua biblioteca de alumnos, situada en el edificio Ismael Sánchez Bella, en honor a su primer rector.   
Fue inaugurada en septiembre de 1998. Es obra del arquitecto Javier Carvajal. Tiene una superficie de 17.000 m² repartidos en dos sótanos y seis plantas. Su colección consta de más de un millón de volúmenes, la mayoría de los cuales se ubican en estanterías abiertas para todos sus estudiantes. Además de libros obligatorios para el curso de asignaturas, existen muchos libros, diarios, tesis doctorales y revistas de apoyo al estudio, así como también libros para satisfacer el simple placer de la lectura. Una de las características que distingue a esta biblioteca de otras bibliotecas universitarias es el elevado número de donaciones que recibe.
El acceso a esta Biblioteca es de uso exclusivo para estudiantes y empleados de la Universidad, mediante sistemas de tarjetas electrónicas, salvo casos de visitas guiadas o permisos otorgados con anticipación.
La distribución del edificio es la siguiente:
1. En la planta de acceso se sitúa las oficinas de proceso técnico y de dirección, las salas de referencia, mediateca, prensa diaria y nuevas adquisiciones.
2. El núcleo fundamental de la biblioteca corresponde a las cinco plantas superiores, que albergan las salas de consulta. Estos cinco pisos, idénticos en su configuración y funcionamiento, están concebidos como un espacio unitario que contiene estanterías abiertas en el centro con capacidad para albergar un millón de libros, y mesas alrededor, en grupos de cuatro puestos de lectura con sus respectivas conexiones informáticas y acceso a Internet, con una capacidad total para setecientos puestos. Cada planta cuenta, también con cuatro salas menores destinadas a los alumnos para la realización de trabajos.
3. En el primer sótano se ubica el fondo histórico con sus dependencias propias, la hemeroteca, la cafetería, depósitos generales de la biblioteca y sus servicios generales en conexión con los depósitos de la antigua biblioteca.
4. El segundo sótano está destinado en su totalidad a instalaciones generales y a una galería subterránea de enlace con la antigua biblioteca, a través de la cual circulan los libros en cintas de transporte, dentro de cajas de plástico imantadas, desde sus respectivos depósitos hasta las diferentes plantas.[2]

La Biblioteca de las facultades Eclesiásticas, ubicada en el edificio de dichas facultades, siempre mantuvo la filosofía de D’Ors de contener únicamente documentos duplicados, con objeto de no dispersar la colección, pues las revistas científicas y el resto del fondo bibliográfico necesario se localizaba en la Biblioteca Central. En 2019 se realizaron varios expurgos quedando en la actualidad la Biblioteca como local de estudio para los alumnos, que pueden disponer ahí de la bibliografía más utilizada.
En 2008, los fondos de esta biblioteca ocupaban 42 kilómetros de estanterías. En el Fondo Antiguo se encuentran 86 incunables correspondientes a ochenta ediciones diferentes. El ejemplar más antiguo que se conserva corresponde a la obra de Nicolò de' Tudeschi titulado Lectura super secundo libro Decretalium y data de 1477. Este Fondo dispone de numerosos documentos recibidos mediante donaciones familiares, como los manuscritos de Luis Cebrián Mezquita, Francisco Navarro Villoslada, la linaje Ponce de León o Federico Suárez Verdeguer; las estampas de los legados de los profesores Francisco Iñiguez Almech y de Luis Moya Blanco, el legado del escritor Juan José Domenchina y su esposa, la poetisa Ernestina de Champourcín. También se encuentran libros dedicados por autores tan heterogéneos como: José Zorrilla, José María Pemán, Santiago Carrillo, Manuel Fraga, Mario Soares o Gonzalo Fernández de la Mora, entre otros.
En 1983 la biblioteca se integró en el sistema DOBIS-LIBIS, que fue sustituido en 1999 por el sistema Innopac-Millenium, y en 2013 por el nuevo desarrollo de Innovative, Sierra.

### Biblioteca de Ciencias
La biblioteca que alberga la colección de Ciencias ha evolucionado respecto a su ubicación. Comenzó en los primeros edificios levantados en la zona de Ciencias: Investigación y Los Castaños. En el edificio de investigación se situó la sala de consulta para investigadores y las oficinas del personal; mientras que el edificio de Los Castaños albergó la sala de lectura para los alumnos. En 1990 las dos salas −de consulta y de lectura− se integraron en el recién construido Edificio de Biblioteca de Ciencias, contiguo a Los Castaños. La Biblioteca ocupó toda la segunda planta del edificio. En 1997, la Biblioteca se amplió con un ala de un nuevo edificio levantado junto al de Biblioteca de Ciencias. Finalmente en 2007 se produjo una amplia reforma de la Biblioteca de Ciencias, dirigida por el arquitecto mallorquín Miguel Oliver, consistente en una renovación completa del mobiliario, mejorando la climatización e iluminación, instalando diversas salas de trabajo en grupo y un aula de ordenadores. Todo ello supuso una considerable ampliación de la zona reservada a los alumnos, a quienes se facilitó el acceso directo a la colección de investigación.
La biblioteca que daba servicio a los investigadores de la Clínica Universidad de Navarra también fue concebida inicialmente como un anexo de la Biblioteca de Ciencias. En 1996 se adecuó un espacio en la octava planta de la clínica que ofreció sus servicios hasta 2019. Ese año, sus fondos fueron trasladados a la Biblioteca de Ciencias. La desaparición de esta biblioteca ha impulsado el servicio de suministro de documentos digitalizados a los usuarios interesados, que había comenzado en 2005. El local ocupado por la Biblioteca ha quedado como espacio de estudio para el personal de la Clínica.

### Biblioteca de Arquitectura
La Biblioteca de Arquitectura comenzó junto con la Escuela Técnica Superior de Arquitectura en 1978. Situada en la segunda planta del edificio. En 2012 la colección pasó en su totalidad a ser de libre acceso, a la vez que se remodelaba completamente el mobiliario y se mejoraba la iluminación. En 2015, aprovechando otra remodelación en el edificio, la biblioteca se trasladó a la planta baja.

### Biblioteca Universidad de Navarra - Madrid
La biblioteca del Campus de Madrid se creó en 2014, en la sede que entonces existía en la calle Zurbano. Anteriormente, en 2012 se catalogaban en Pamplona los libros que se solicitaban y prestaban en Madrid. También se realizaban viajes periódicos de algunos bibliotecarios para impartir formación a los usuarios. Con la creación de una sede de posgrado junto a la sede de la Clínica Universidad de Navarra en Madrid, se construyó una nueva biblioteca, dotada de cuarenta puestos, que presta servicio desde 2018 y en la que trabaja una bibliotecaria.

### Bibliotecario General - Director del Servicio de Bibliotecas

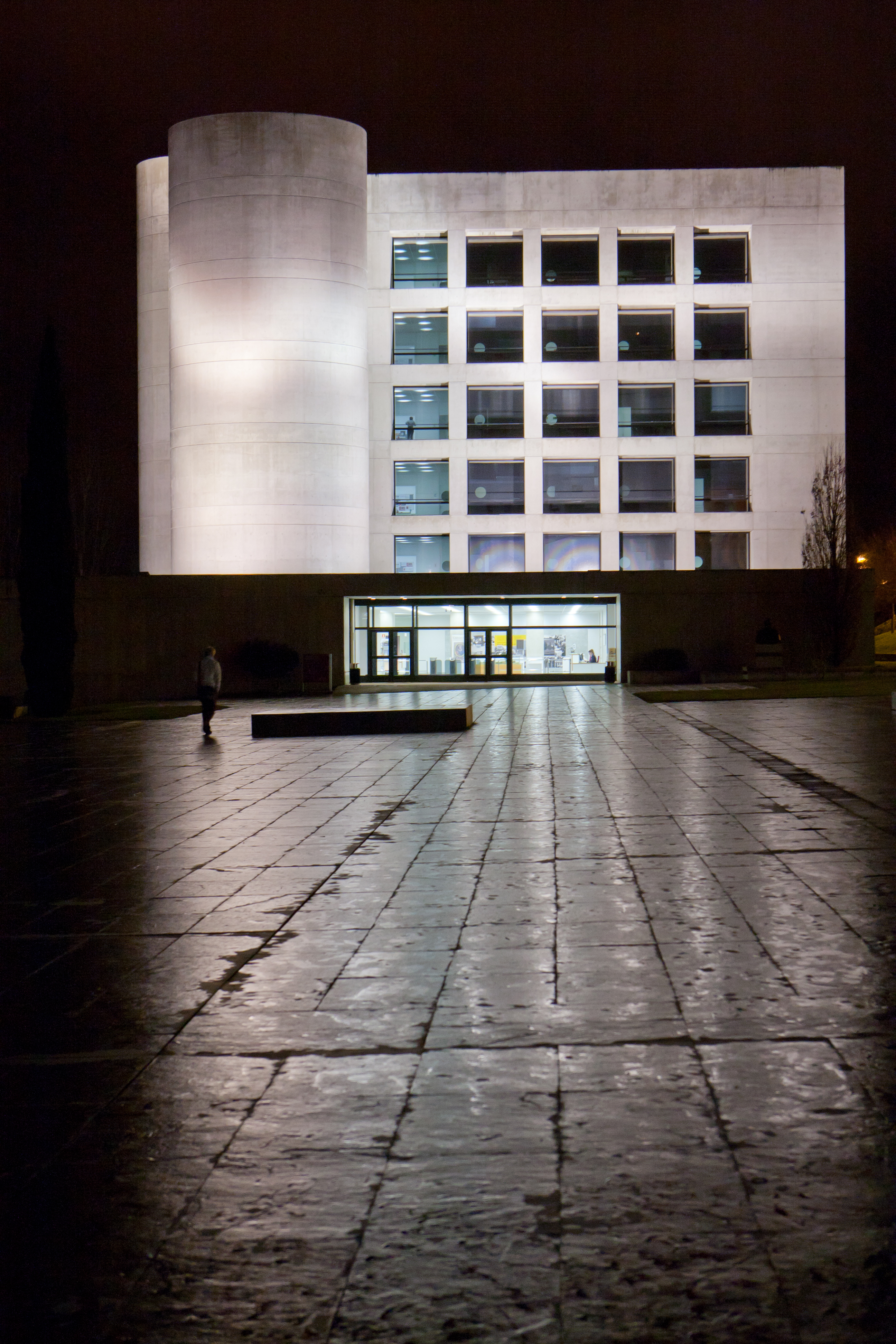
Entrada de la Biblioteca Central

| Bibliotecario/a general | Bibliotecario/a general                                        | Director/a del Servicio de Bibliotecas |
| ----------------------- | -------------------------------------------------------------- | --- |
|                         | Álvaro d’Ors Pérez Peix (1961-1971)                            | M.ª Esther Zaratiegui, Biblioteca de Ciencias Araceli Filgueira, Biblioteca de Ciencias Geográficas y Sociales Nuria Orpi, Biblioteca de Humanidades A partir de 1969: M.ª Esther Zaratiegui, Biblioteca de Ciencias Carmen del Río, Biblioteca de Ciencias Geográficas y Sociales Carmen Berrio-Atergortúa, Biblioteca de Humanidades. |
|                         | Ángel Martín Duque (1972-1986) Joaquín Salcedo Izu (1986-1988) | M.ª Esther Zaratiegui, Directora secretaria general del Servicio de Bibliotecas Carmen del Río, Biblioteca de Ciencias Nuria Orpi, Biblioteca de Humanidades, Ciencias Geográficas y Sociales. |
|                         | Ana Mª Echaide Itarte (1988-1992)                              | M.ª Esther Zaratiegui, directora técnica de las Bibliotecas de la Universidad |
|                         | David Isaacs Jones (1992-1996)                                 | José M.ª Torres |
| Director/a              | Director/a                                                     | Subdirector/a |
|                         | José Mª Torres (1996-1999)                                     | José Félix Villanueva Baquedano |
|                         | Víctor Sanz Santacruz (1999-2022)                              | José Félix Villanueva Baquedano |
|                         | Isabel Iribarren Maestro (desde 2022)                          | José Félix Villanueva Baquedano |

### Herramientas de gestión de la investigación
La biblioteca cuenta con diversas herramientas de gestión de la investigación como: el Depósito Académico Digital de la Universidad de Navarra (DADUN) −depósito institucional destinado a reunir, conservar y difundir a través del acceso abierto los documentos resultantes de la actividad académica y científica de la Universidad de Navarra−, o científicacvn −sistema de información científica y académica de la Universidad de Navarra−.